# Poggio-di-Venaco
Poggio-di-Venaco település Franciaországban, Haute-Corse megyében. Lakosainak száma 210 fő (2022. január 1.). Poggio-di-Venaco Corte, Casanova, Favalello, Riventosa, Sant’Andréa-di-Bozio és Santa-Lucia-di-Mercurio községekkel határos.

## Népesség
A település népességének változása:
| Lakosok száma | 176  | 132  | 95   | 181  | 198  | 216  | 214  | 210  | 208  | 210  |
|               | 1968 | 1982 | 1990 | 2006 | 2013 | 2015 | 2017 | 2019 | 2020 | 2022 |